# Ludham
Ludham ist eine rund 1.300 Einwohner zählende Gemeinde (Civil parish) in der englischen Grafschaft Norfolk. Sie liegt im Norden des Gewässersystems und Naturschutzgebiets der Norfolk Broads am Fluss Thurne und hat eine Ausdehnung von rund 12 Quadratkilometern.

## Geschichte
Der Name der Gemeinde stammt aus dem Altenglischen und bedeutet „Ludas Heimathof“. Ludham war bereits vor der normannischen Eroberung Englands eine Siedlung. Sie wird im Domesday Book von 1086 ausführlich beschrieben.
Aus dem Mittelalter ist das älteste noch erhaltene Gebäude der Gemeinde, die Kirche St Catherine, erhalten. Die Verbindung mit der Abtei St Benet in der benachbarten Gemeinde Horning reicht in die Zeit vor der normannischen Eroberung zurück; Bischöfe von Norwich verbrachten viel Zeit in Ludham. Dieses gilt als Grund für die Größe der Kirche. Der Turm und der Chor stammen aus dem 14. Jahrhundert.
Von den nachmittelalterlichen Wohngebäuden ist Ludham Hall dasjenige mit den nachweislich ältesten Ursprüngen. Es wurde an der Stelle gebaut, wo sich der Palast der Bischöfe von Norwich befunden hatte, der im Jahr 1611 abbrannte. Weitere erhaltene Gebäude sind: The Dutch House, das ursprünglich aus dem späten 17. Jahrhundert stammt und Hall Common Farmhouse (aus dem Jahr 1700). Toad Hole Cottage, The Stone House, The Stores, Saddlers Shop und Bacon’s Manor stammen aus dem 18. Jahrhundert. Das Mill House stammt aus dem Jahr 1825.

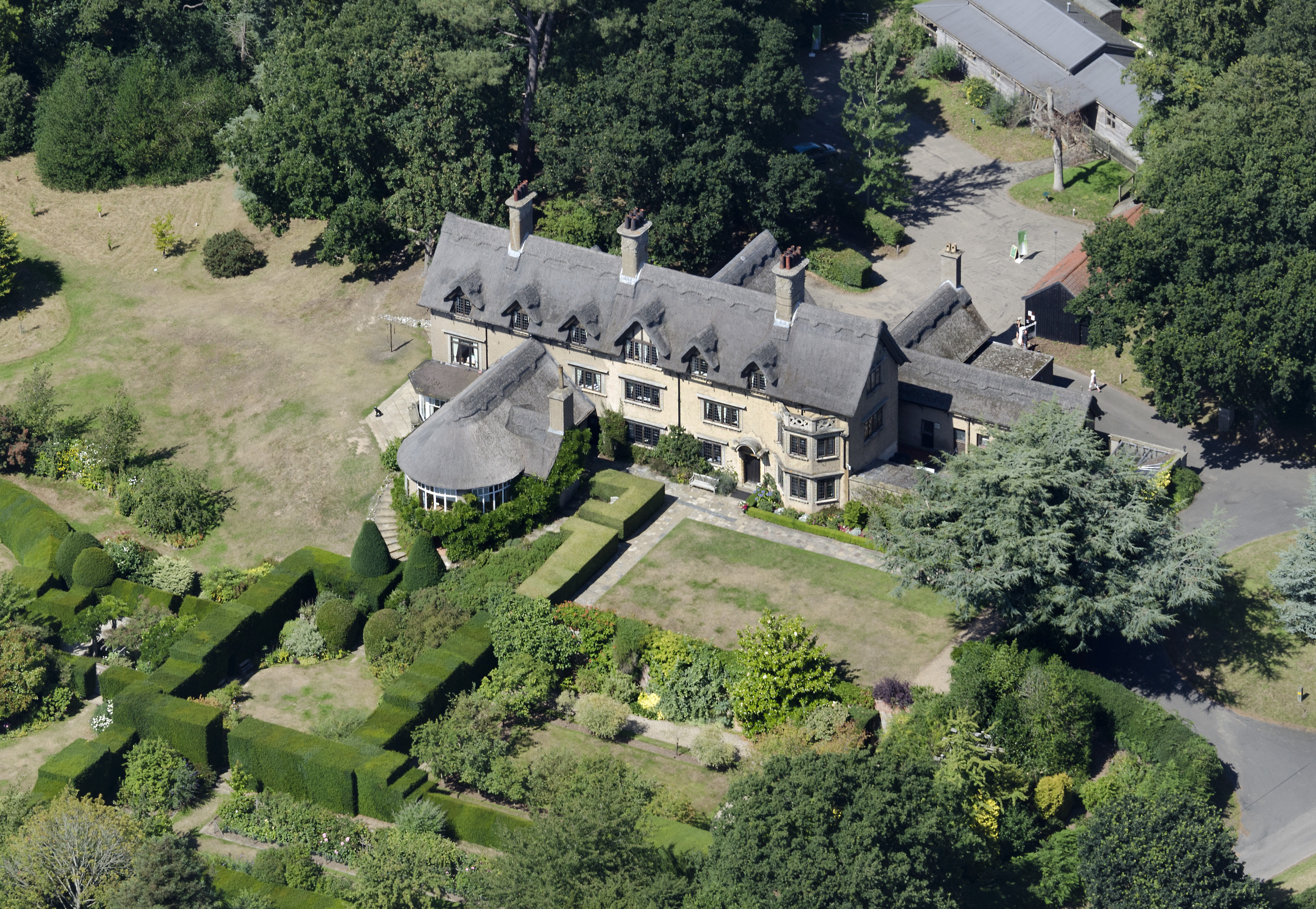
Howe Hill House

Das bemerkenswerte Howe Hill House ist ein edwardianisches Haus im jakobinischen Stil mit Blick auf den Fluss Ant. Es wurde 1903 entworfen und gebaut. Der ursprüngliche Besitzer pflanzte 70.000 Bäume auf dem Anwesen und legte die Gärten im Süden und Westen an. Im Jahr 1966 wurde Howe Hill House es an den Rat des Grafschaft (County Council) verkauft, der es als Bildungszentrum nutzt.
Ein Teil der Midland and Great Northern Railway verlief durch die Gemeinde. Dabei handelte es sich um eine Eisenbahnlinie, die Great Yarmouth über Stalham, North Walsham, Aylsham, Melton Constable, Fakenham und King’s Lynn mit Sutton Bridge verband. Sie wurde zwischen 1865 und 1933 eröffnet. Die Strecke wurde stillgelegt, wobei einige Abschnitte als Wanderwege erhalten sind.
Während des Zweiten Weltkriegs gab es im Nordosten der Gemeinde einen Flugplatz, der als Außenstelle der RAF Coltishall genutzt wurde. Es gibt noch eine Landebahn und einige Gebäude und zwei Betonbunker aus der Zeit.
In der Nähe des Postamts befindet sich eine Telefonzelle, die 1935 nach einem Entwurf von Sir Giles Gilbert Scott gebaut wurde.
Im Laufe des 20. Jahrhunderts verbesserte sich die Straßenanbindung des Ortes und die Wasserwege der Norfolk Broads zogen vermehrt Touristen nach Ludham. In den 1920er Jahren wurde der Ort an das Stromversorgungsnetz angeschlossen; bis in die 1960er Jahre hinein waren jedoch viele Häuser noch auf Brunnenwasser angewiesen.

## Lage und Beschreibung
Ludham ist eine mittelgroße Gemeinde in den Norfolk Broads und durch einen Stichkanal, der Womack Water genannt wird, mit dem Fluss Thurne verbunden. Durch das Dorf führt die kleine Landstraße A1062. Das Hauptwohngebiet liegt auf der nördlichen, die Kirche und die Bootsanlegestelle auf der südlichen Seite.
Es gibt eine Gaststätte, einen Dorfladen und Teestuben. Am Wasser befinden sich Liegeplätze für private Boote und eine größere Anzahl öffentlicher Liegeplätze für gemietete Ferienboote. In Womack Water liegt die 100 mal 20 Meter große Insel Womack, an der es drei Anlegeplätze für Miet- oder Privatboote in völliger Abgeschiedenheit gibt.

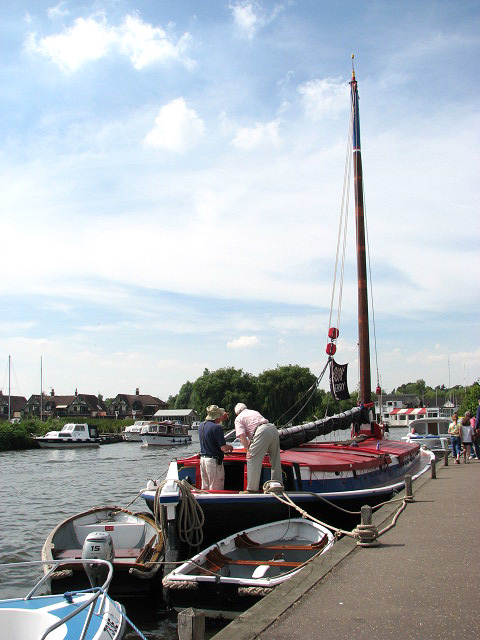
Wherry Albion

Hunters Boatyard vermietet traditionelle Segelyachten der Norfolk Broads, die gaffelgetakelt sind. Der benachbarte Norfolk Wherry Trust betreibt die historische Norfolk Wherry Albion.

### Kirche St Catherine

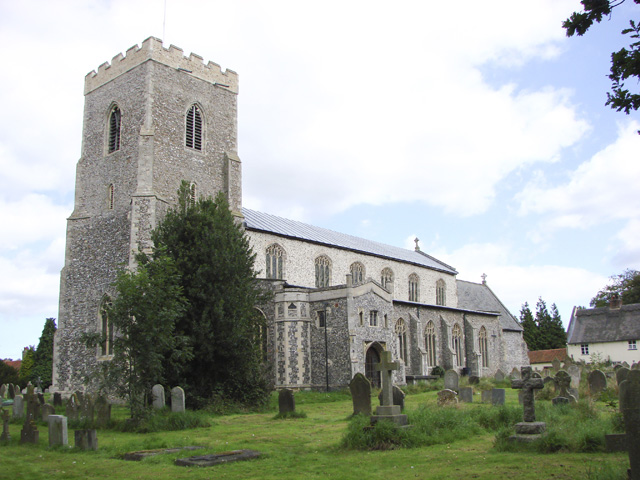
Kirche St Catherine

Die Kirche St Catherine in Ludham spiegelt den Wohlstand der Gemeinde im 14. und 15. Jahrhundert wider. Der Turm und der Chor der Kirche stammen aus dem 14. Jahrhundert. Der Rest des Gebäudes ist im Wesentlichen aus dem 15. Jahrhundert mit Restaurierungen aus dem 19. und frühen 20. Jahrhundert.
In ihrem Inneren ist die Balkendachkonstruktion des Kirchenschiffs aus dem Jahr 1466 bemerkenswert, ebenso der Chorbogen mit seinen geschnitzten Kapitellen sowie ein seltenes königliches Wappen von Elisabeth I. Das verzierte achteckige Taufbecken aus dem 15. und einer der schönsten Lettner in Norfolk aus dem Jahr 1493 fallen ebenfalls auf.

### RAF Ludham

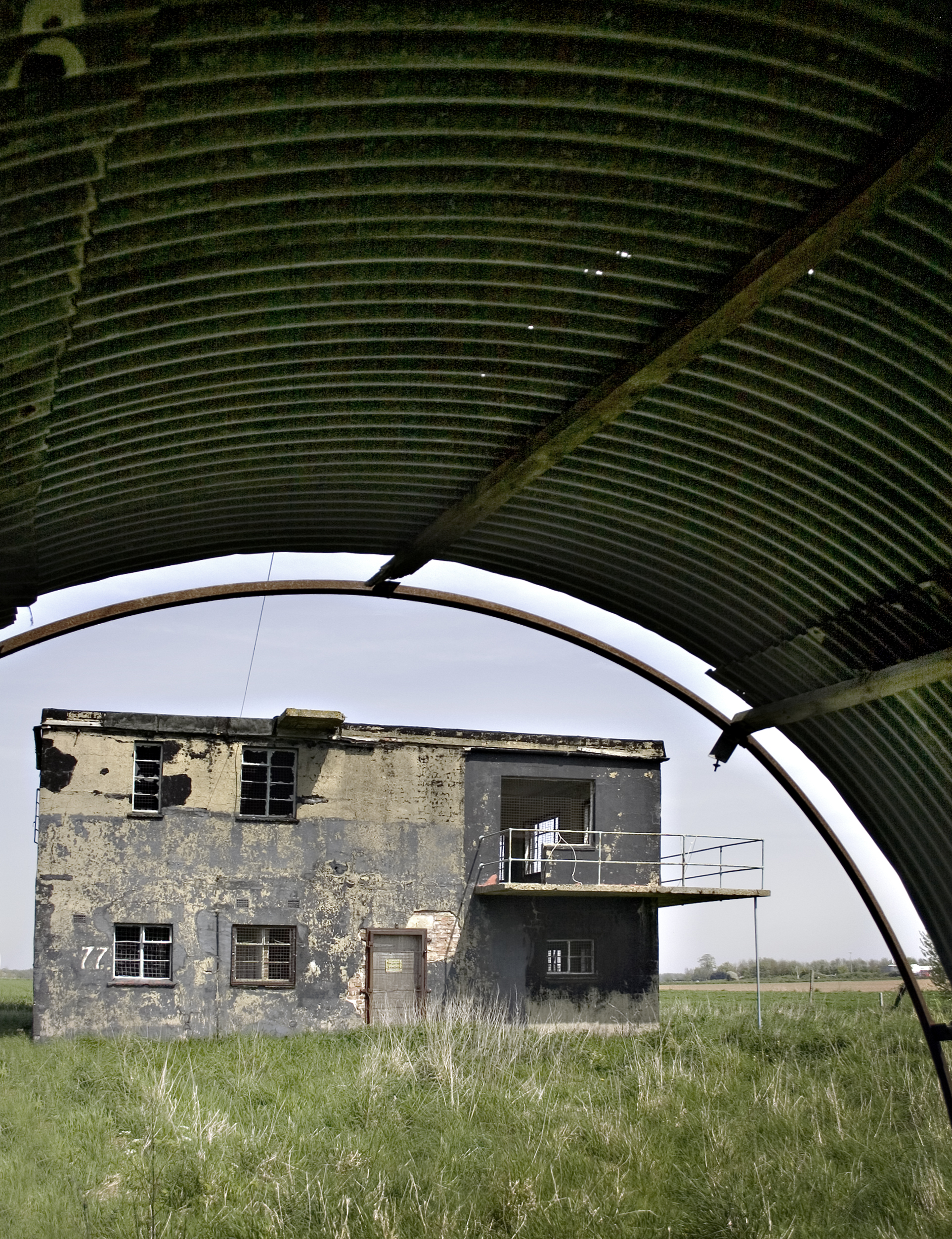
Reste von RAF Ludham

Royal Air Force Ludham ist ein ehemaliges Flugfeld der Royal Air Force rund einen Kilometer nordöstliche der Ortsmitte von Ludham. Es wurde im November des Jahres 1941 ausgebaut und diente als Außenstelle des RAF Stützpunkts Coltishall, einem wichtigen Standort für Jagdflugzeuge in der Luftschlacht um England.
Es bestand aus drei asphaltierten Betonpisten und Nebengebäuden. Zwischen Dezember 1941 und Juli 1945 waren hier insgesamt zehn RAF Jagdgeschwader stationiert.
Das Flugfeld wurde im August 1943 der United States Army Air Forces (USAAF) zugewiesen, die es jedoch ungenutzt ließ. Am 24. August 1944 übernahm die Royal Navy die Einrichtung. Im Jahr 1946 erfolgte die Stilllegung. Bis 1961 wurde das Land wieder von den örtlichen Bauern erworben, wobei verschiedene Gebäude rund um das Gelände erhalten blieben. Ein kleiner Teil der Ost-West-Landebahn wird für den Privatflugverkehr verwendet.

## Literarische und mediale Beachtung
Ludham ist bekannt als einer der Drehorte für den Film „Conflict of Wings“ mit  John Gregson und Muriel Pavlow von 1954. Es handelt sich um eine von Regisseur Don Sharp vorgenommene Adaption einer Novelle, in der es darum geht, dass die Einwohner eines Dorfes in Norfolk beschließen, sich gegen den geplanten Bau eines Schießplatzes auf einer Insel zu wehren, die als Vogelschutzgebiet dient.
Die Dreharbeiten fanden im Dorfzentrum statt und zeigen viele Gebäude und Einrichtungen, die heute nicht mehr existieren. Ein Foto von den Dreharbeiten findet sich in Literary Norfolk.